# Emil Murray
Emil Murray – francuski pedagog i publicysta, uczestnik konfederacji barskiej, od 1770 w Polsce.
Pracował w Komisji Edukacji Narodowej. Był redaktorem Gazety Francuskiej, wykładał na pensji dla panien.